# Weston (Nouvelle-Zélande)
La ville de Weston  est une localité située dans l’Île du Sud de la Nouvelle-Zélande.

## Situation
Elle est localisée à 5 km à l’intérieur des terres par rapport à la ville d’Oamaru. 
Elle est considérée comme l’un des centres-villes les plus attractifs du district de Waitaki.

## Population
La ville de Weston a une population de 730 habitants selon le recensement de 2006 en Nouvelle-Zélande.

## Loisirs
Weston a l’un des plus grands terrains de sport de la région d’Oamaru, avec le « Domaine de Weston », qui possède un terrain de cricket ovale, de taille complète, 2 terrains de football et 2 terrains de rugby, accompagnés d’un grand pavillon et d’un jardin public servant de zone de loisirs.

## Calcaire et ciment
Weston est le siège de la plus grande carrière de pierres d’Oamaru (en) en Nouvelle-Zélande, fournissant l’ensemble du pays et exportant largement outre-mer. 
La carrière siège quelques miles plus loin à l’intérieur par rapport à Weston, si bien que ses opérations quotidiennes sont perçues par les résidents de Weston.
Le fabricant international de ciment Holcim a reçu l’autorisation d’ouvrir une usine de fabrication de ciment près de la ville de Weston, impliquant d’autres activités d’extraction de calcaire en carrière.
Cette application a entraîné la fondation de la Waiareka Preservation Society, qui s’oppose aux installations planifiées par la société Holcim. 
Les membres de la Société sont inquiets de savoir comment l’augmentation du trafic à travers le centre-ville pourrait affecter les infrastructures routières. 
Toutefois, la société Holcim a exprimé une préférence pour le transport ferroviaire entre la cimenterie et le port, et cherche le moyen de ré-ouvrir la ligne de chemin de fer aboutissant à Weston.
Les opérations au niveau de Weston étaient autrefois assurées par la société Taylor's Limeworks, une filiale de la société Holcim.
Taylor's Limeworks consolida ses opérations à Makareao et à Dunback en 1990 avec l’ouverture d’une nouvelle usine à cet endroit-là.
L’extraction du calcaire à Weston a été ensuite revendu à la société « Parkside Quarries Ltd », qui continue les activités de mine et les pierres d’Oamaru sont extraites des 2 sites.  
Si le développement de la cimenterie du Weston Cement Works va de l’avant, de nouvelles carrières de calcaire et de tuf seront établies à l’angle ouest de la zone d’activité de Parkside. 
L’usine de ciment serait située sur des terrains immédiatement à l’ouest de l’ancienne installation de Taylor à Cormacks.

## L’embranchement de Ngapara
Weston fut le premier arrêt de la défunte ligne de chemin de fer de branche de Ngapara (en). 
Après la fermeture de l’embranchement en 1959, les 5 premiers km persistèrent au niveau de Taylor's Siding, desservant la carrière de Taylor's Limeworks, la ligne fermant en 1997 et les rails ont été retirés. 
En août 2006, une proposition fut faite de rouvrir les 4,5 premiers km de la branche passant par Weston 
.
Si la proposition de la cimenterie devenait une réalité, le mouillage de Timaru ou de Port Chalmers pourrait être utilisé pour les besoins du transport par bateaux.
Le corridor du rail est toujours la propriété de ONTRACK (en) et la proposition pourrait comprendre les opérations avec au moins 2 trains par jour sur ce trajet.